# Вермделандет
Вермдела́ндет (Вермде, Вермден, швед. Värmdölandet) — невеликий острів в Балтійському морі, в складі Стокгольмського архіпелагу. Адміністративно розділений між комунами Вермде та Накка лену Стокгольм, Швеція.
Площа становить 181 км², і за цими показниками острів є 5 у країні. Висота становить 54 м на півночі.
Острів розташований на схід від Стокгольма. Дамбами з'єднаний з сусідніми Фарсталандет та Ормінгеландет, які тепер вважаються його невід'ємними частинами. Автомобільними мостами з'єднаний з Фогельбруландет, Накка (через Ормінгеландет) та Інгаре (через Фарсталандет).
Вермделандет вкритий лісами, є декілька дрібних озер — найбільше Престф'єрден.
Острів заселений, на ньому знаходяться містечка Сальтаре, Коппармора, Гамместа, Стремма та декілька сіл. Всього на острові проживає 12870 осіб (2007).
| Швеція | Це незавершена стаття з географії Швеції. Ви можете допомогти проєкту, виправивши або дописавши її. |